# Champagnevisp

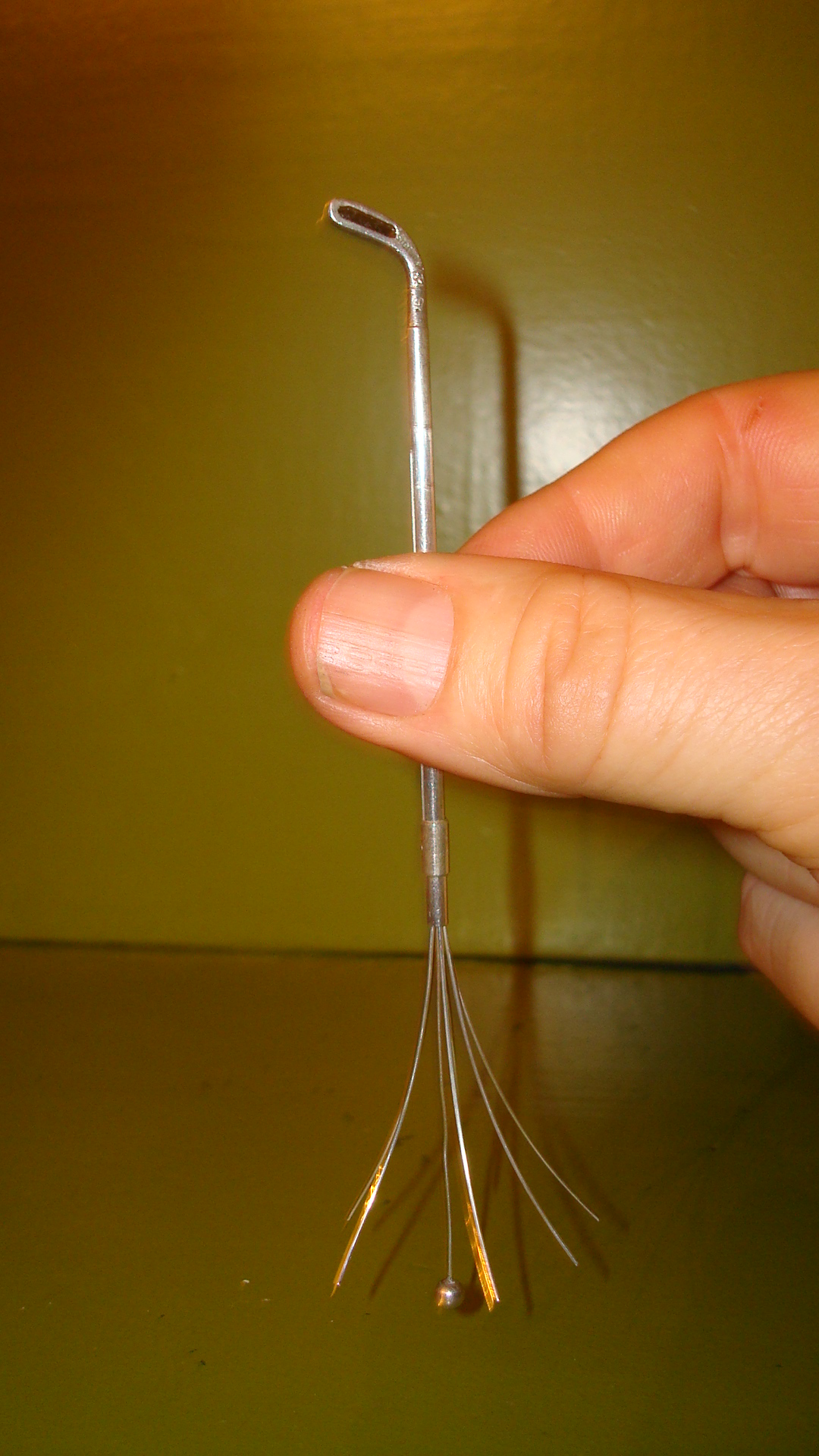
En champagnevisp.

En champagnevisp är en visp vars syfte är att avlägsna bubblor från champagne och andra mousserande viner. Den utförs ofta i ett ädelt material som guld eller silver.
Användning av champagnevisp ogillas och avråds starkt av vinkännare, då den förstör champagnens mest karakteristiska egenskap, den genom en komplicerad process framkallade halten av koldioxid.
Champagnevispens historia är dunkel. Den skall ha tillkommit vid en tid, då bubblorna i efterjäst vin betraktades som en felaktighet. När champagnen utvecklades med kolsyrebubblorna som främsta kännemärke, föll användningen bort på 1700-talet. Odokumenterat påstås att champagnevispen skall ha använts på 1700-talet av prostituerade samt på 1800-talet av "fina fruar" som trodde att bubblorna i champagne gjorde dem feta.
Champagnevispens roll som lyxvara och statussymbol kan däremot knytas till 1910- och 1920-talen. Ett auktionerat exemplar med tidig svensk guldstämpel är från 1917. Champagnevispens höga status har senare förbytts i dess motsats, men den kan ha intresse som kuriositet för samlare.